# Орден Здравоохранения (Франция)
Орден Здравоохранения (фр. Ordre de la Santé publique) — ведомственная награда Франции, находившаяся в ведении Министерства здравоохранения. Был учреждён декретом от 18 февраля 1938 года и упразднён в результате орденской реформы 3 декабря 1963 года.

## История
Орден Здравоохранения был учреждён в трёх степенях декретом от 18 февраля 1938 года и предназначался для вознаграждения людей, отличившихся заслугами в области общественного содействия, санитарии и развитии гигиены и в защите детей.
Орден Здравоохранения был призван заменить собой: Почётную медаль Общественного содействия (фр. Médaille d'honneur de l'assistance publique), Медаль Санитарии (фр. Médaille de l'hygiène) и Почётную медаль Защиты детей с младенчества (фр. Médaille d'honneur de la protection des enfants du premier âge). При этом лица, ранее награждённые упраздняемыми медалями, приравнивались к обладателям новой награды в следующем порядке:
награждённые золотой медалью Общественного содействия и золотой медалью Санитарии — к командорам ордена Здравоохранения;
награждённые только золотой медалью Общественного содействия или золотой медалью Санитарии — к офицерам ордена Здравоохранения;
награждённые серебряной медалью Общественного содействия и серебряной медалью Санитарии — к офицерам ордена Здравоохранения;
награждённые только серебряной медалью Общественного содействия или серебряной медалью Санитарии — к кавалерам ордена Здравоохранения;
награждённые бронзовой медалью Общественного содействия и бронзовой медалью Санитарии — к кавалерам ордена Здравоохранения.
Указанным лицам разрешено было заменить медали на знаки ордена соответствующей степени. Награждённые только бронзовой медалью Общественного содействия или бронзовой медалью Санитарии не приравнивались к кавалерам ордена и продолжали носить эти медали.
В иерархии французских наград орден Здравоохранения был поставлен между орденом Морских заслуг и орденом Торговых заслуг.
Орден находился в ведении Министра здравоохранения и управлялся Советом ордена. Совет ордена изначально состоял из 7 членов:
- Министр здравоохранения (Председатель Совета),
- Генеральный директор по санитарии и содействию,
- Директор по персоналу Министерства здравоохранения,
- Председатель Верховного совета общественного содействия,
- Вице-председатель Верховного санитарного совета,
- Вице-председатель Верховного совета по охране детства,
- Вице-председатель Верховного совета общественной гигиены.

Декретом от 22 мая 1954 года состав Совета был изменён и стал состоять из 12 членов:
- Министр здравоохранения (Председатель Совета),
- Член Совета ордена Почётного легиона,
- Председатель Комитета генеральных инспекторов здравоохранения и населения,
- Генеральный директор по делам населения и взаимопомощи,
- Директор по санитарным и больничным делам,
- Директор общественной гигиены,
- Директор главной администрации и бюджета,
- Глава Центральной фармацевтической службы,
- Председатель или вице-председатель Верховного совета общественной взаимопомощи,
- Председатель или вице-председатель Верховного санитарного совета,
- Председатель одной из комиссий Постоянного комитета общественной гигиены,
- Председатель Верховного больничного совета.

Орден Здравоохранения был упразднён декретом от 3 декабря 1963 года, которым был учреждён Национальный орден Заслуг, заменивший собой многочисленные ведомственные ордена заслуг. Награждённые орденом Здравоохранения сохранили право носить знаки ордена и пользоваться положенными льготами и после его упразднения.

## Степени ордена
Орден Здравоохранения состоял из трёх степеней:
 Командор (фр. Commandeur) — знак на ленте, носимый на шее; высшая степень ордена;
 Офицер (фр. Officier) — знак на ленте с розеткой, носимый на левой стороне груди;
 Кавалер (фр. Chevalier) — знак на ленте, носимый на левой стороне груди.

## Условия награждения
Кандидат в кавалеры ордена должен был быть не моложе 30 лет от роду, пользоваться гражданскими правами и иметь не менее 10 лет службы в области общественной помощи, развития гигиены и защиты детей. Награждение офицерской степенью ордена могло быть произведено не ранее 5 лет после получения кавалерской степени, а командорской степенью — не ранее 5 лет после получения офицерской. В случае особенных заслуг условия к кандидату могли быть смягчены по особому рассмотрению в Совете ордена. Командоры и офицеры ордена Почётного легиона награждались орденом Здравоохранения сразу соответствующей степени, минуя младшие.
Награждения орденом производились два раза в год — 1 января и 14 июля.
Было установлено ограничение на количество ежегодных награждений: не более 40 в степень командора, не более 170 в степень офицера и не более 800 в степень кавалера. В качестве временной меры в первый год существования ордена разрешалось за исключительные заслуги произвести сразу: в командоры 20 и в офицеры 50 лиц, минуя младшие степени.
Иностранцы могли быть награждены орденом на тех же условиях, что и французские граждане. Награждения иностранцев, проживавших за пределами Франции, не учитывались в ежегодных ограничениях числа награждённых.

## Знаки ордена
Знак ордена представляет собой перевёрнутый пятиконечный, с раздвоенными концами, крест (аналогичный знаку ордена Почётного легиона), без эмали. Концы креста срезаны. Между плечами креста расположены остроконечные лучи синей эмали, образующие собой пятиконечную звезду. Концы звезды обременены фигурами без эмали, с узким ободком: верхний — прямоугольником с двумя шариками по бокам, остальные — ромбами. Знак командора дополняется сверху дополнительными прямоугольными фигурами, служащими переходным звеном между знаком и орденской лентой.
На лицевой стороне знака в центре звезды круглый медальон без эмали, окружённый ободком синей эмали. В центре медальона аллегоричное изображение Здоровья (профильное изображение вправо головы женщины); на ободке надпись по окружности — «ORDRE DE LA SANTÉ PUBLIQUE». На оборотной стороне знака центральный медальон без эмали с узким ободком синей эмали. В центре медальона — восходящее солнце с лучами и две развевающиеся, выходящие с левой стороны ленты, на которых начертаны слова «JOIE» и «SANTÉ».
Размеры знаков кавалера и офицера — 40 мм, командора — 55 мм. Знак кавалера — серебряный, офицера и командора — позолоченный.
Лента ордена, шириной 32 мм, шёлковая муаровая синего цвета (bleu de France). К ленте офицера крепится розетка, из этой же ленты.
Для повседневного ношения на гражданской одежде предусмотрены розетки из ленты ордена, а для ношения на мундирах — орденские планки.